# Pedalo
Een Pedalo is een behendigheidsspelletje met twee plankjes en zes wieltjes waarop men staat. Door gecoördineerd het gewicht van de linker- naar de rechtervoet te verplaatsen (en omgekeerd) kan men een voor- of achteruitgaande beweging in gang zetten. Dit komt door de krukas-opstelling van de plankjes ten opzichte van de wielen. De grootte van de plankjes in aanmerking genomen, is de Pedalo vooral bedoeld als kinderspeelgoed. Men treft deze dan ook vaak op schoolpleinen aan.
Er bestaat ook een Pedalo dubbel. Hierop kunnen meerdere kinderen tegelijkertijd dezelfde beweging maken.